# Netzwende Award
Der Netzwende Award (Eigenschreibweise #NETZWENDE) ist ein deutscher Medienpreis.

## Beschreibung
Die Medienöffentlichkeit sei in der Krise, wenn viele Menschen den Medien nicht mehr vertrauen und von "Lügenpresse" sprechen. Die Debattenkultur verrohe. Darum fordert die Non-Profit-Organisation Vocer analog zur Energiewende eine „Netzwende“. Es müsse wieder „verstärkt um Qualität und Werte gehen, um Inklusion und Erkenntnisgewinn und darum, die digitale Öffentlichkeit mitzugestalten“.
Mit der Auszeichnung werden digitale Projekte mit gesellschaftlicher Wirkung ausgezeichnet. Gestiftet und verliehen wird der mit 10.000 Euro dotierte Preis von Vocer in Kooperation mit der GLS Gemeinschaftsbank, dem Spiegel, der August Schwingenstein Stiftung, der Rudolf Augstein Stiftung und der Zeit-Stiftung. Jedes Jahr wird von einer über 20-köpfigen Jury der Preisträger ausgewählt. Zu den Jurymitgliedern zählen Robert Bongen, Nadia Kailouli, Tanja Krämer, Nicola Kuhrt, Jörg Sadrozinski und Stephan Weichert. Das Preisgeld ist zweckgebunden und muss in den Aus- und Aufbau des ausgezeichneten Projektes fließen.

## Preisträger
| Jahr | Preisträger |
| ---- | --- |
| 2017 | RiffReporter. Wissenschaftsjournalisten, die eine Genossenschaft gegründet haben, um im Netz unabhängig über Wissenschaft, Umwelt und Technologie zu berichten. |
| 2018 | MedWatch. Investigative Internet-Plattform, die über gefährliche und unseriöse Heilsversprechen im Netz aufklärt.                                               |
| 2019 | Social Media Watchblog, weil er „Orientierung zu den Entwicklungen der sozialen Medien und den dahinterstehenden Strategien der Plattformen“ gibt.              |
| 2020 | Ralf Heimann und Team für das digitale Stadtmagazin RUMS in Münster.                                                                                            |
| 2021 | Nachrichtenplattform "Amal, Berlin!" für Geflüchtete |